# Hip hop soul
Hip hop soul é um subgénero do R&B contemporâneo, que funde R&B ou canto soul com produção musical de hip hop. O subgênero evoluiu de um subgênero anterior de R&B, o new jack swing, que incorporou influências de hip-hop na música R&B. O hip hop soul é descrito na The Encyclopedia of African American Music, como "literalmente soul cantado sobre grooves de hip hop".
O termo foi introduzido durante a promoção do álbum de estreia da cantora norte-americana Mary J. Blige, What's the 411?, em 1992 quando a editora Uptown Records a proclamou de "Rainha do Hip Hop Soul". A melodia predominante neste tipo de música passa pela forma suave e R&B do vocalista, misturada com a produção hip-hop. A sua popularidade foi crescendo durante a década de 1990, sendo interpretado por Blige, Jodeci e Aaliyah, prosseguindo até ao presente através de Ashanti, Beyoncé, Alicia Keys, Keyshia Cole e Rihanna.